# Завод азотних добрив у Канпурі
Завод азотних добрив у Канпурі – підприємство індійської хімічної промисловості, майданчик якого знаходиться на півночі країни у штаті Уттар-Прадеш.
Завод заснувала в 1970-му компанія Imperial Chemical Industries. Унаслідок розвитку виробничого майданчику тут спорудили три черги, які випускали аміак, що потім йшов на продукування сечовини. За сировину для аміаку обрали суміш легких нафтопродуктів – naphtha (також є цінною нафтохімічною сировиною і використовується установками парового крекінгу). Хоча вже в кінці 1980-х повз Канпур пройшов газопровід Віджайпур – Джагдішпур, проте завод і надалі продовжував працювати на naphtha.
В 1993-му підприємство продали його Dunkan Group (структура під контролем R.P. Goenka Group). Кілька років воно діяло як Duncans Fertilisers, допоки на початку 2000-х не виникла суперечка з державними органами, які провели перерахунок отриманих заводом субсидій та висунули вимогу щодо стягнення значної суми. У підсумку це призвело до заборгованості перед постачальниками електроенергії та нафтопродуктів, припинення їх поставок та зупинки заводу в 2003 році.
У 2010-му завод передали Kanpur Fertilizers & Cement Ltd. (KFCL), кінцевими власниками якої з рівними частками у 50% стали R.P. Goenka Group та Jaypee Group. План відновлення підприємства включав повернення до дії однієї черги, що могла випускати 1245 тон аміаку та 2016 тон сечовини на добу (за іншими даними, річна потужність цієї лінії становить 722 тисячі тон сечовини). Однією з основних умов відновлення роботи був перехід на природний газ. В травні 2013-го завод почав діяльність з використанням стисненого газу, втім, того ж року до нього проклали відгалуження від згаданого вище трубопроводу Віджайпур – Джагдішпур довжиною 14 км з діаметром 300 мм.